# Symbrenthia
Symbrenthia és un gènere de lepidòpters papilionoïdeus de la família dels nimfàlids (Nymphalidae) oriünda del sud-est asiàtic.